# Juzgados de Garantía de Chile
Los Juzgados de Garantía (JG) son tribunales penales chilenos, creados a partir de la Reforma Procesal Penal. Cada juez ejerce unipersonalmente la potestad jurisdiccional respecto de los asuntos que las leyes encomiendan a estos juzgados. El territorio jurisdiccional de cada uno de los Juzgados de Garantía es una comuna o agrupación de comunas.

## Composición
Estos tribunales, que en el país son 91, están integrados por un número variable de jueces, que en cada caso señala el Código Orgánico de Tribunales (de 1 a 17 jueces por cada juzgado; hasta 18, desde abril de 2006). Cuentan, además, con un administrador de tribunal y una planta de empleados, que se organizan en unidades administrativas para el cumplimiento eficaz y eficiente de sus funciones.
En las comunas o agrupaciones de comunas que no son territorio jurisdiccional de estos juzgados, el conocimiento de las materias de su competencia, corresponde a los Juzgados de Letras.

## Competencias
La competencia de los Juzgados de Garantía es el asegurar los derechos del imputado y demás intervinientes en el proceso penal; conocer y juzgar las faltas penales en procedimiento monitorio; conocer y juzgar las faltas o simples delitos en procedimiento simplificado (en única instancia); conocer y juzgar los delitos en procedimiento abreviado (en primera instancia); conocer y juzgar  los delitos de acción privada (en única instancia); la ejecución de las condenas criminales y las medidas de seguridad, y la resolución de las solicitudes y reclamos relativos a dicha ejecución; y, en general, el conocimiento y resolución de todas las cuestiones y asuntos que el Código Orgánico de Tribunales y la ley procesal penal les encomiendan.

## Juzgados de Garantía en Chile
La legislación actual contempla 365 jueces de garantía:
|    | Juzgados de Garantía     | Juzgados de Garantía     | Número jueces | Territorio jurisdiccional                                             |
| -- | ------------------------ | ------------------------ | ------------- | --------------------------------------------------------------------- |
| 1  | Arica                    | Arica                    | 5             | Región de Arica y Parinacota                                          |
| 2  | Iquique                  | Iquique                  | 5             | Provincia de Iquique                                                  |
| 3  | Tocopilla                | Tocopilla                | 1             | Provincia de Tocopilla                                                |
| 4  | Calama                   | Calama                   | 3             | Provincia de El Loa                                                   |
| 5  | Antofagasta              | Antofagasta              | 9             | Antofagasta y Sierra Gorda                                            |
| 6  | Diego de Almagro         | Diego de Almagro         | 1             | Diego de Almagro                                                      |
| 7  | Copiapó                  | Copiapó                  | 4             | Copiapó y Tierra Amarilla                                             |
| 8  | Vallenar                 | Vallenar                 | 2             | Vallenar y Alto del Carmen                                            |
| 9  | La Serena                | La Serena                | 3             | La Serena y La Higuera                                                |
| 10 | Vicuña                   | Vicuña                   | 1             | Vicuña y Paiguano                                                     |
| 11 | Coquimbo                 | Coquimbo                 | 3             | Coquimbo                                                              |
| 12 | Ovalle                   | Ovalle                   | 2             | Ovalle, Río Hurtado, Punitaqui y Monte Patria                         |
| 13 | Illapel                  | Illapel                  | 1             | Illapel y Salamanca                                                   |
| 14 | La Ligua                 | La Ligua                 | 1             | La Ligua, Cabildo, Papudo y Zapallar                                  |
| 15 | Calera                   | Calera                   | 2             | Provincia de Quillota con exclusión de la comuna de Quillota          |
| 16 | Quillota                 | Quillota                 | 2             | Quillota                                                              |
| 17 | San Felipe               | San Felipe               | 2             | Provincia de San Felipe con exclusión de la comuna de Putaendo        |
| 18 | Los Andes                | Los Andes                | 2             | Provincia de Los Andes                                                |
| 19 | Limache                  | Limache                  | 1             | Limache y Olmué                                                       |
| 20 | Viña del Mar             | Viña del Mar             | 7             | Viña del Mar y Concón                                                 |
| 21 | Valparaíso               | Valparaíso               | 9             | Valparaíso y Juan Fernández                                           |
| 22 | Quilpué                  | Quilpué                  | 2             | Quilpué                                                               |
| 23 | Villa Alemana            | Villa Alemana            | 2             | Villa Alemana                                                         |
| 24 | Casablanca               | Casablanca               | 1             | Casablanca                                                            |
| 25 | San Antonio              | San Antonio              | 4             | Provincia de San Antonio                                              |
| 26 | Colina                   | Colina                   | 4             | Provincia de Chacabuco                                                |
| 27 | Santiago                 | 1.º Santiago             | 6             | Pudahuel                                                              |
| 27 | Santiago                 | 2.º Santiago             | 15            | Quilicura, Huechuraba, Renca y Conchalí                               |
| 27 | Santiago                 | 3.º Santiago             | 8             | Independencia y Recoleta                                              |
| 27 | Santiago                 | 4.º Santiago             | 18            | Lo Barnechea, Vitacura, Las Condes y La Reina                         |
| 27 | Santiago                 | 5.º Santiago             | 10            | Cerro Navia y Lo Prado                                                |
| 27 | Santiago                 | 6.º Santiago             | 8             | Estación Central y Quinta Normal                                      |
| 27 | Santiago                 | 7.º Santiago             | 10            | Santiago                                                              |
| 27 | Santiago                 | 8.º Santiago             | 10            | Providencia y Ñuñoa                                                   |
| 27 | Santiago                 | 9.º Santiago             | 18            | Maipú y Cerrillos                                                     |
| 27 | Santiago                 | 10.º Santiago            | 5             | Lo Espejo y Pedro Aguirre Cerda                                       |
| 27 | Santiago                 | 11.º Santiago            | 8             | San Miguel, La Cisterna y El Bosque                                   |
| 27 | Santiago                 | 12.º Santiago            | 6             | San Joaquín y La Granja                                               |
| 27 | Santiago                 | 13.º Santiago            | 12            | Macul y Peñalolén                                                     |
| 27 | Santiago                 | 14.º Santiago            | 15            | La Florida                                                            |
| 27 | Santiago                 | 15.º Santiago            | 8             | San Ramón y La Pintana                                                |
| 28 | Puente Alto              | Puente Alto              | 8             | Provincia de Cordillera                                               |
| 29 | San Bernardo             | San Bernardo             | 10            | Provincia de Maipo                                                    |
| 30 | Melipilla                | Melipilla                | 3             | Melipilla, San Pedro y Alhué                                          |
| 31 | Talagante                | Talagante                | 7             | Provincia de Talagante                                                |
| 32 | Curacaví                 | Curacaví                 | 2             | Curacaví y María Pinto                                                |
| 33 | Graneros                 | Graneros                 | 1             | Graneros, Mostazal y Codegua                                          |
| 34 | Rancagua                 | Rancagua                 | 6             | Rancagua, Doñihue, Machalí, Olivar, y Coinco                          |
| 35 | San Vicente              | San Vicente              | 1             | San Vicente, Coltauco y Pichidegua                                    |
| 36 | Rengo                    | Rengo                    | 2             | Rengo, Requínoa, Malloa y Quinta de Tilcoco                           |
| 37 | San Fernando             | San Fernando             | 2             | San Fernando, Placilla y Chimbarongo                                  |
| 38 | Santa Cruz               | Santa Cruz               | 1             | Santa Cruz, Nancagua Lolol y Chépica                                  |
| 39 | Curicó                   | Curicó                   | 4             | Curicó, Teno, Romeral, Rauco y Sagrada Familia                        |
| 40 | Molina                   | Molina                   | 1             | Molina                                                                |
| 41 | Constitución             | Constitución             | 2             | Constitución y Empedrado                                              |
| 42 | Talca                    | Talca                    | 4             | Talca, Río Claro, Pencahue, Pelarco, San Clemente, Maule y San Rafael |
| 43 | San Javier               | San Javier               | 1             | San Javier y Villa Alegre                                             |
| 44 | Cauquenes                | Cauquenes                | 1             | Cauquenes                                                             |
| 45 | Linares                  | Linares                  | 3             | Linares, Yerbas Buenas, Colbún y Longaví                              |
| 46 | Parral                   | Parral                   | 1             | Parral y Retiro                                                       |
| 47 | San Carlos               | San Carlos               | 1             | San Carlos, Ñiquén y San Fabián                                       |
| 48 | Chillán                  | Chillán                  | 4             | Chillán, Chillán Viejo, Pinto, San Nicolás y Coihueco                 |
| 49 | Yungay                   | Yungay                   | 1             | Yungay, Pemuco, El Carmen y Tucapel                                   |
| 50 | Tomé                     | Tomé                     | 1             | Tomé                                                                  |
| 51 | Talcahuano               | Talcahuano               | 4             | Talcahuano y Hualpén                                                  |
| 52 | Concepción               | Concepción               | 7             | Concepción y Penco                                                    |
| 53 | San Pedro de la Paz      | San Pedro de la Paz      | 3             | San Pedro de la Paz                                                   |
| 54 | Chiguayante              | Chiguayante              | 2             | Chiguayante y Hualqui                                                 |
| 55 | Coronel                  | Coronel                  | 2             | Coronel                                                               |
| 56 | Los Ángeles              | Los Ángeles              | 4             | Los Ángeles, Antuco y Quilleco                                        |
| 57 | Arauco                   | Arauco                   | 1             | Arauco                                                                |
| 58 | Cañete                   | Cañete                   | 1             | Cañete                                                                |
| 59 | Angol                    | Angol                    | 1             | Angol y Renaico                                                       |
| 60 | Victoria                 | Victoria                 | 1             | Victoria                                                              |
| 61 | Nueva Imperial           | Nueva Imperial           | 1             | Nueva Imperial, Teodoro Schmidt y Cholchol                            |
| 62 | Temuco                   | Temuco                   | 6             | Temuco, Vilcún, Cunco, Padre Las Casas y Melipeuco                    |
| 63 | Lautaro                  | Lautaro                  | 1             | Lautaro, Galvarino y Perquenco                                        |
| 64 | Pitrufquén               | Pitrufquén               | 2             | Pitrufquén, Freire y Gorbea                                           |
| 65 | Villarrica               | Villarrica               | 2             | Villarrica                                                            |
| 66 | San José de la Mariquina | San José de la Mariquina | 1             | San José de la Mariquina y Lanco                                      |
| 67 | Valdivia                 | Valdivia                 | 3             | Valdivia y Corral                                                     |
| 68 | Los Lagos                | Los Lagos                | 3             | Los Lagos, Máfil y Futrono                                            |
| 69 | Osorno                   | Osorno                   | 4             | Osorno, San Pablo, San Juan de la Costa y Puyehue                     |
| 70 | Río Negro                | Río Negro                | 1             | Río Negro, Puerto Octay y Purranque                                   |
| 71 | Puerto Varas             | Puerto Varas             | 1             | Puerto Varas, Llanquihue, Frutillar y Fresia                          |
| 72 | Puerto Montt             | Puerto Montt             | 4             | Puerto Montt y Cochamó                                                |
| 73 | Ancud                    | Ancud                    | 1             | Ancud y Quemchi                                                       |
| 74 | Castro                   | Castro                   | 2             | Castro, Dalcahue, Chonchi, Puqueldón y Queilén                        |
| 75 | Coyhaique                | Coyhaique                | 2             | Coyhaique y Río Ibáñez                                                |
| 76 | Punta Arenas             | Punta Arenas             | 4             | Provincia de Magallanes y Provincia Antártica Chilena                 |